# Carl-Gustaf Rossby
Carl-Gustaf Arvid Rossby (né à Stockholm le 28 décembre 1898, décédé à Stockholm le 19 août 1957) est un météorologue d'origine suédoise, plus tard naturalisé américain, qui fut le premier à avoir expliqué les mouvements à large échelle de l'atmosphère grâce à la mécanique des fluides.

## Biographie
Ayant terminé ses études universitaires en Norvège en 1918, il rejoignit l'Institut de géophysique du professeur Wilhelm Bjerknes à Bergen (Norvège), le centre de recherches alors le plus avancé en matière de météorologie (d'où le nom d'école de Bergen). Entre 1920 et 1922, il étudia surtout l'hydrodynamique, la circulation générale des océans et, par la suite, l'atmosphère. En 1922, il joignit le service météorologique et hydrologique de Suède où il fit partie de plusieurs expéditions océanographiques comme météorologue. Il étudia la physique mathématique entre les expéditions ce qui lui donna les bases de ses travaux ultérieurs.
En 1926, Rossby émigra aux États-Unis pour joindre le US Weather Bureau (NWS depuis 1970) à Washington (district de Columbia) où il travailla sur la turbulence en alliant ses recherches théoriques avec les données de l'aviation naissante,. Après avoir quitté le Weather Bureau à la suite d'un litige avec ses supérieurs (il aurait transmis à l'aviateur Charles Lindbergh une prévision météorologique sans l'accord de sa hiérarchie), il fonde, en 1928, le premier département universitaire de météorologie aux États-Unis, au MIT. Ses travaux y portèrent sur la thermodynamique atmosphérique, le mélange par turbulence de l'air et les interactions entre l'océan et l'atmosphère.
En 1938, il devint citoyen américain et en 1939, l'assistant-directeur de recherche du NWS. En 1940, il devint le directeur du département de météorologie de l'université de Chicago où il commença à faire de la recherche sur la circulation à grande échelle de l'atmosphère. Rossby et son équipe expliquèrent plus tard le courant-jet, découvert par Ōishi Wasaburō, ainsi que les ondes longues de la circulation appelée en son honneur ondes de Rossby.
Durant la Seconde Guerre mondiale, alors que les États-Unis investissaient massivement dans la météorologie afin de soutenir la guerre aérienne et en collaboration avec le chef du Weather Service, Francis Reichelderfer, Rossby organisa la formation des météorologistes militaires. Plusieurs d'entre eux travaillèrent sous ses ordres à l'université de Chicago après-guerre alors qu'il développait ses descriptions de la dynamique de l'atmosphère en modèle mathématique pour la prévision météorologique. Il continua ses efforts de professionnalisation de la discipline météorologique, notamment en fondant le Journal of Meteorology alors qu'il préside, de 1944 à 1945, l'American Meteorological Society (AMS). Il obtint également un contrat, en 1946, avec le mathématicien John von Neumann, de l'Office of Naval Research, pour le Meteorology Project (Neumann y voyant notamment l'occasion de développer des ordinateurs). Il aurait été à l'origine de la rencontre entre Jule Charney et John von Neumann à Princeton en août 1946 lors de la première conférence sur « la météorologie dynamique et le calcul électronique automatique à grande vitesse »,. Avec l'appui de Neumann, Jule Charney conçoit ensuite le premier modèle de prévision numérique et le teste, en mars 1950, à Aberdeen, sur l’ENIAC,.
En 1947, il est revenu en Suède pour être le premier directeur du centre de recherche qui portera son nom plus tard à l'Institut suédois de météorologie et d'hydrologie de Stockholm, en plus de garder des liens avec Chicago. En 1953, il gagna le plus haut honneur décerné par l'American Meteorological Society, qui fut renommé en son honneur, la médaille Carl-Gustaf Rossby. De 1954 à son décès, il était un des pionniers de la chimie atmosphérique. C'est sur ce sujet qu'il fait la couverture du Times en 1956 et qu'il conclut son interview en disant : « Nous devrions avoir un très grand respect pour la planète sur laquelle nous vivons ».